# Bert Ives
Albert Edward Ives (18 tháng 12 năm 1908 - 1980) là một cầu thủ bóng đá chuyên nghiệp người Anh thi đấu ở vị trí hậu vệ biên cho Sunderland.